# Гаяна на літніх Олімпійських іграх 2012
Гаяну на літніх Олімпійських іграх 2012 у Лондоні представляли шість спортсменів (чотири чоловіки та дві жінки) у трьох видах спорту — легкій атлетиці, дзюдо і плаванні. Прапороносцем на церемонії відкриття Олімпіади був спринтер Вінстон Джордж, а на церемонії закриття — спринтерка Аліанн Помпей. Гаяна ушістнадцяте брала участь у літніх Олімпійських іграх (у 1948-1964 роках як Британська Гвіана). Гаянські атлети не здобули жодних медалей.

## Спортсмени
| Вид спорту     | Чоловіки | Жінки | Загалом |
| -------------- | -------- | ----- | ------- |
| Легка атлетика | 2        | 1     | 3       |
| Дзюдо          | 1        | 0     | 1       |
| Плавання       | 1        | 1     | 2       |
| Загалом        | 4        | 2     | 6       |

## Дзюдо
| Боксер     | Категорія           | 1/64               | 1/32                            | 1/16               | Чвертьфінал        | Півфінал           | Фінал              | Фінал      |            |
| Боксер     | Категорія           | Суперник Результат | Суперник Результат              | Суперник Результат | Суперник Результат | Суперник Результат | Суперник Результат | Місце      |            |
| ---------- | ------------------- | ------------------ | ------------------------------- | ------------------ | ------------------ | ------------------ | ------------------ | ---------- | ---------- |
| Рауль Лалл | до 60 кг (чоловіки) | Bye                | Ейса Маджраші (KSA) L 0000–0100 | не пройшов         | не пройшов         | не пройшов         | не пройшов         | не пройшов | не пройшов |

## Легка атлетика
Трекові і шосейні дисципліни
| Спортсмен      | Дисципліна                   | Попередній забіг | Попередній забіг | Чвертьфінал | Чвертьфінал | Півфінал   | Півфінал   | Фінал      | Фінал      |
| Спортсмен      | Дисципліна                   | Результат        | Місце            | Результат   | Місце       | Результат  | Місце      | Результат  | Місце      |
| -------------- | ---------------------------- | ---------------- | ---------------- | ----------- | ----------- | ---------- | ---------- | ---------- | ---------- |
| Джеремі Баском | біг на 100 метрів (чоловіки) | Bye              | Bye              | 10.31       | 6           | не пройшов | не пройшов | не пройшов | не пройшов |
| Вінстон Джордж | біг на 400 метрів (чоловіки) | 46.86            | 5                | Н/Д         | Н/Д         | не пройшов | не пройшов | не пройшов | не пройшов |
| Аліанн Помпей  | біг на 400 метрів (жінки)    | 52.10            | 4 q              | Н/Д         | Н/Д         | 52.58      | 8          | не пройшла | не пройшла |

## Плавання
| Спортсмен         | Дисципліна                      | Попередній заплив | Попередній заплив | Півфінал   | Півфінал   | Фінал      | Фінал      |
| Спортсмен         | Дисципліна                      | Час               | Місце             | Час        | Місце      | Час        | Місце      |
| ----------------- | ------------------------------- | ----------------- | ----------------- | ---------- | ---------- | ---------- | ---------- |
| Наєл Робертс      | 100 м вільним стилем (чоловіки) | 55.66             | 48                | не пройшов | не пройшов | не пройшов | не пройшов |
| Брітані ван Ланге | 100 м вільним стилем (жінки)    | 1:01.62           | 42                | не пройшла | не пройшла | не пройшла | не пройшла |